# Papas mayo

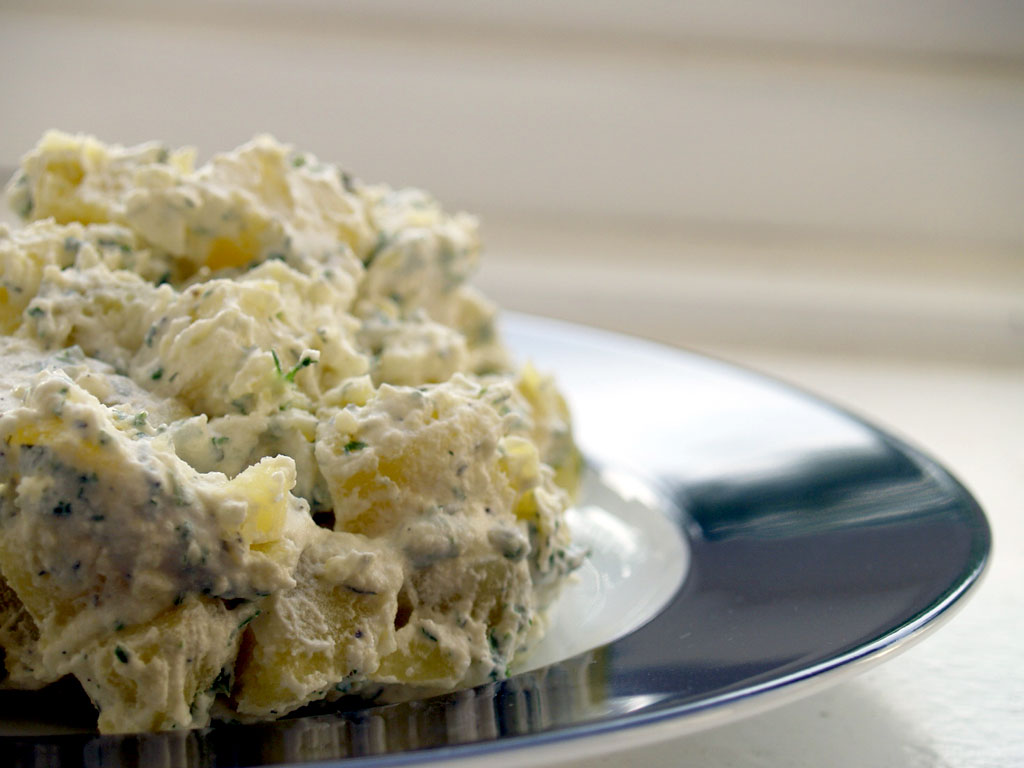
Presentación clásica de un plato de papas mayo.

Papas mayo es una ensalada o acompañamiento que lleva como ingredientes principales la papa picada en cuadritos y abundante mayonesa, que con otros condimentos como el aceite, sal, perejil y la pimienta mezclados produce una agradable y sabrosa mezcla.
Las papas con mayonesa (papas-mayo) son típicas de la gastronomía de Chile, sobre todo en la temporada de primavera y verano ya que se sirve frío y resulta tan refrescante como satisfactorio para el apetito.
Aunque la ensalada de papas son consideradas una ensalada también es posible servirlas como acompañamiento en un plato principal ya que una taza de papas aporta una suficiente cantidad de hidratos de carbono complejos tanto como para reemplazar una porción de arroz o fideos (1 taza de 200 cc. de papas = 30 H. de C.). Si a esto se le agrega una porción de carne roja o blanca (por su aporte de proteínas) se crea un plato completo para una comida como el almuerzo, cena o un asado a la chilena. También sirve para acompañar el arrollado huaso.
La ensalada de papas también son muy solicitadas en juntas familiares o de amistades donde un gran número de personas se reúne ya que son fáciles de preparar y logran bastante volumen. Generalmente se acompañan de otras ensaladas típicas como el tomate nevado (de Chile), ensalada a la chilena, habas con limón, rodajas de zanahoria cocida, entre otras.